# Uniwersytet Australii Południowej
Uniwersytet Australii Południowej (ang. University of South Australia) – australijska uczelnia państwowa z siedzibą w Adelajdzie (stolicy stanu Australia Południowa), powstała w 1991 roku na bazie Południowoaustralijskiego Instytutu Technicznego (South Australian Institute of Technology).

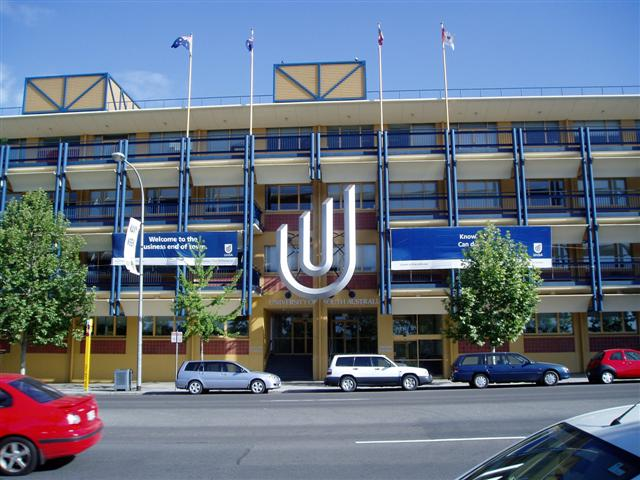
City West Campus

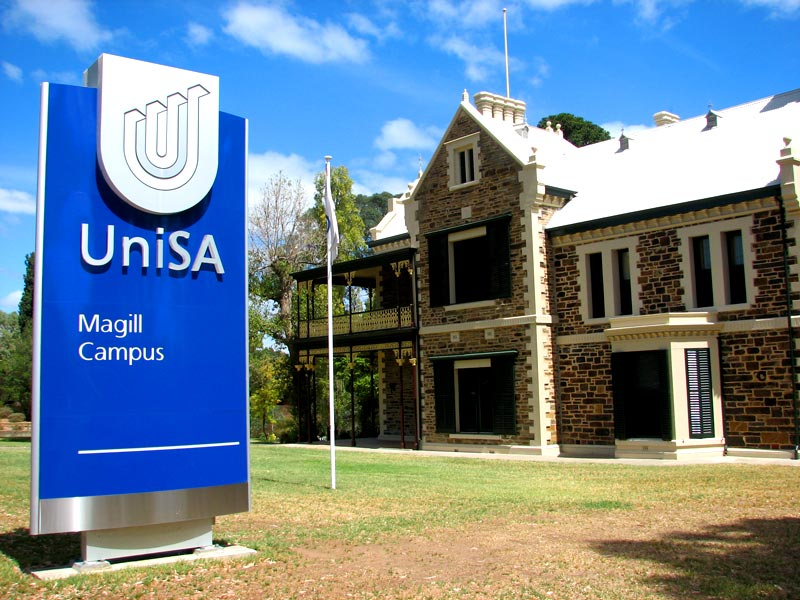
Magill Campus

W skład uniwersytetu wchodzą dwa kampusy w centrum Adelajdy, dwa na terenie adelajdzkiej aglomeracji oraz po jednym w Whyalli i Mount Gambier. Kształci on około 32 tysięcy studentów.

## Jednostki organizacyjne
Uczelnia dzieli się na cztery wydziały:
- Wydział Edukacji, Sztuk i Nauk Społecznych
- Wydział Nauk o Zdrowiu
- Wydział Biznesu
- Wydział Technologii Informacyjnych, Inżynierii i Środowiska